# Chionographis chinensis
Chionographis chinensis là một loài thực vật có hoa trong họ Melanthiaceae. Loài này được K.Krause miêu tả khoa học đầu tiên năm 1929.